# Sunoco Logistics
Sunoco Logistics ist ein amerikanischer Pipelinebetreiber mit Sitz in Newton Square, einem Vorort von Philadelphia.
Größter Anteilshalter ist Energy Transfer Partners.

## Anlagen
Sunoco Logistics betreibt Erdöl- und Produktenpipelines sowie Verladeterminals in Eagle Point (Westville (New Jersey)), Nederland (Texas) sowie Marcus Hook und Fort Mifflin (Pennsylvania).
In Nederland besteht Anschluss an die Kavernen der strategischen Erdölreserve der USA. Eagle Point und Marcus Hook sind ehemalige Raffinerien, die 2009 bzw. 2012 geschlossen wurden.

### Erdölpipelines
- Sammler im Permian Basin (Midland, Garden City und Colorado City)
- Sammler in Oklahoma (nach Cushing)
- Mid-Valley Pipeline von Longview (Texas) nach Samaria (Michigan)
- Marysville (Michigan)–Toledo (Ohio)[6]

Sunoco Logistics ist außerdem zu 30 % an den Pipelines Bakken Pipeline und Bayou Bridge beteiligt.

### Natural Gas Liquids
Die Pipelines Mariner West und Mariner East führen von Houston (Pennsylvania) nach Sarnia, dem petrochemischen Zentrum Kanadas, bzw. Marcus Hook, von wo aus Ethan zu INEOS nach Europa verschifft wird.
Mariner South transportiert Propan und Butan von Mont Belvieu zum Terminal Nederland.

### Produktenleitungen
Im Nordosten der USA betreibt Sunoco Logistics ein Netz von Produktenleitungen für den Transport von Benzin oder Heizöl ausgehend von den Terminals Marcus Hook und Eagle Point.